# Rezerwat przyrody Miranowo
Miranowo – torfowiskowy rezerwat przyrody w gminie Dolsk, w powiecie śremskim, w województwie wielkopolskim, położony na zachód od Dolska. W pobliżu osada leśna Miranowo.

## Charakterystyka
Utworzony w 1972 roku do ochrony naturalnego zbiorowiska wapniolubnych roślin łykowych o charakterze reliktowym. Początkowo rezerwat obejmował podmokłą łąkę o powierzchni 4,78 ha, która pasem o szerokości 50–100 metrów okala fragment jeziora Dolskiego Wielkiego na długości około 0,5 km. W 2017 roku został powiększony o sąsiednie tereny o cennych walorach, stanowiące własność prywatną. Po powiększeniu jego powierzchnia wynosi 9,89 ha. Obszar rezerwatu podlega ochronie ścisłej (7,71 ha) i czynnej (2,18 ha).
Celem ochrony przyrody w rezerwacie jest zachowanie torfowisk mszarnych i nakredowych oraz łąk trzęślicowych z rzadkimi gatunkami flory.
Na terenie rezerwatu stwierdzono występowanie 233 gatunków roślin naczyniowych, 57 gatunków mszaków oraz 6 gatunków ramienic. Występują tu m.in.: kosatka kielichowa, goryczka błotna, sit tępokwiatowy, turzyca dwupienna, komonica skrzydlatostrąkowa, marzyca ruda, kłoć wiechowata, turzyca Davalla i lipiennik Loesela.

## Galeria

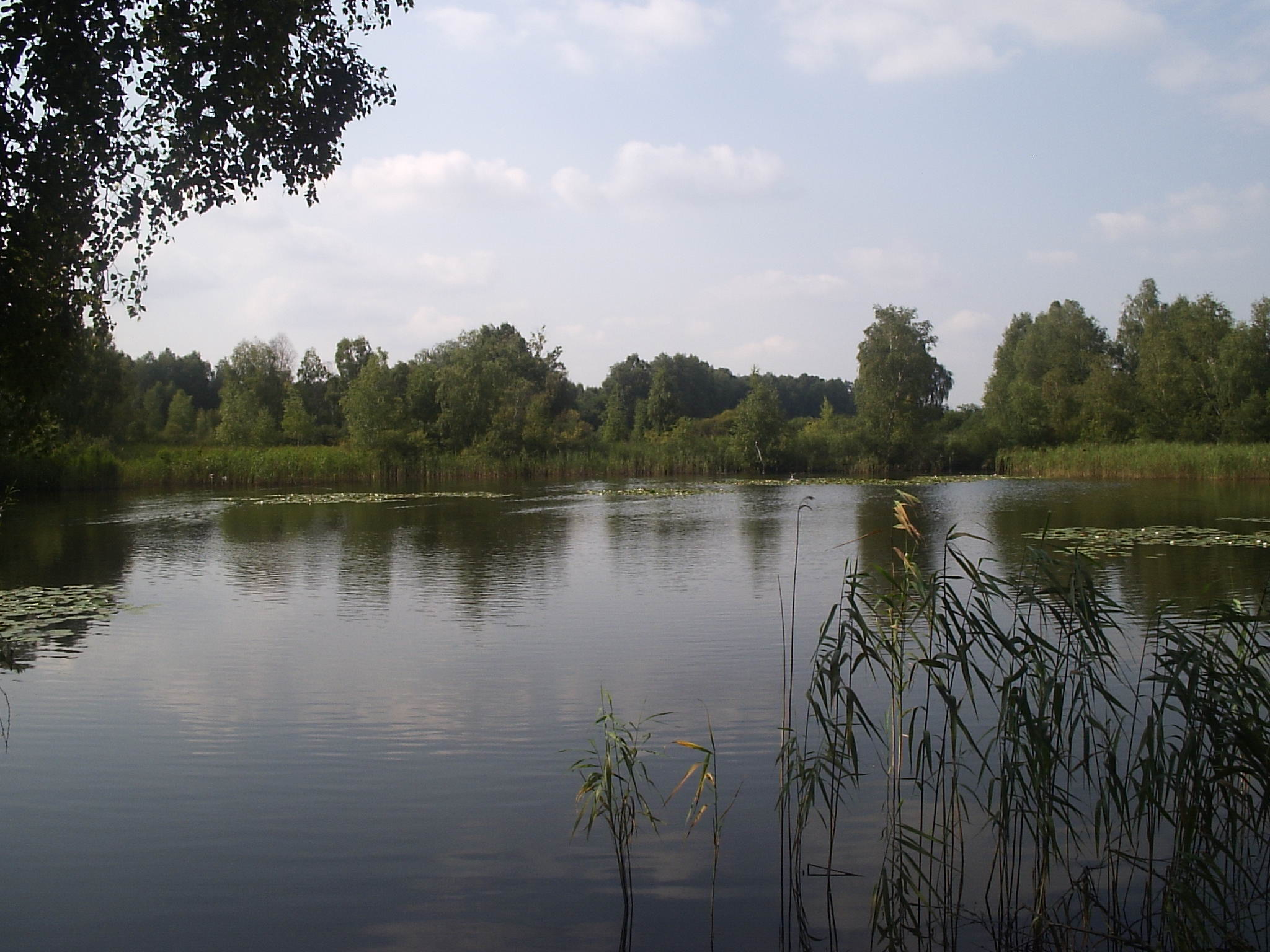
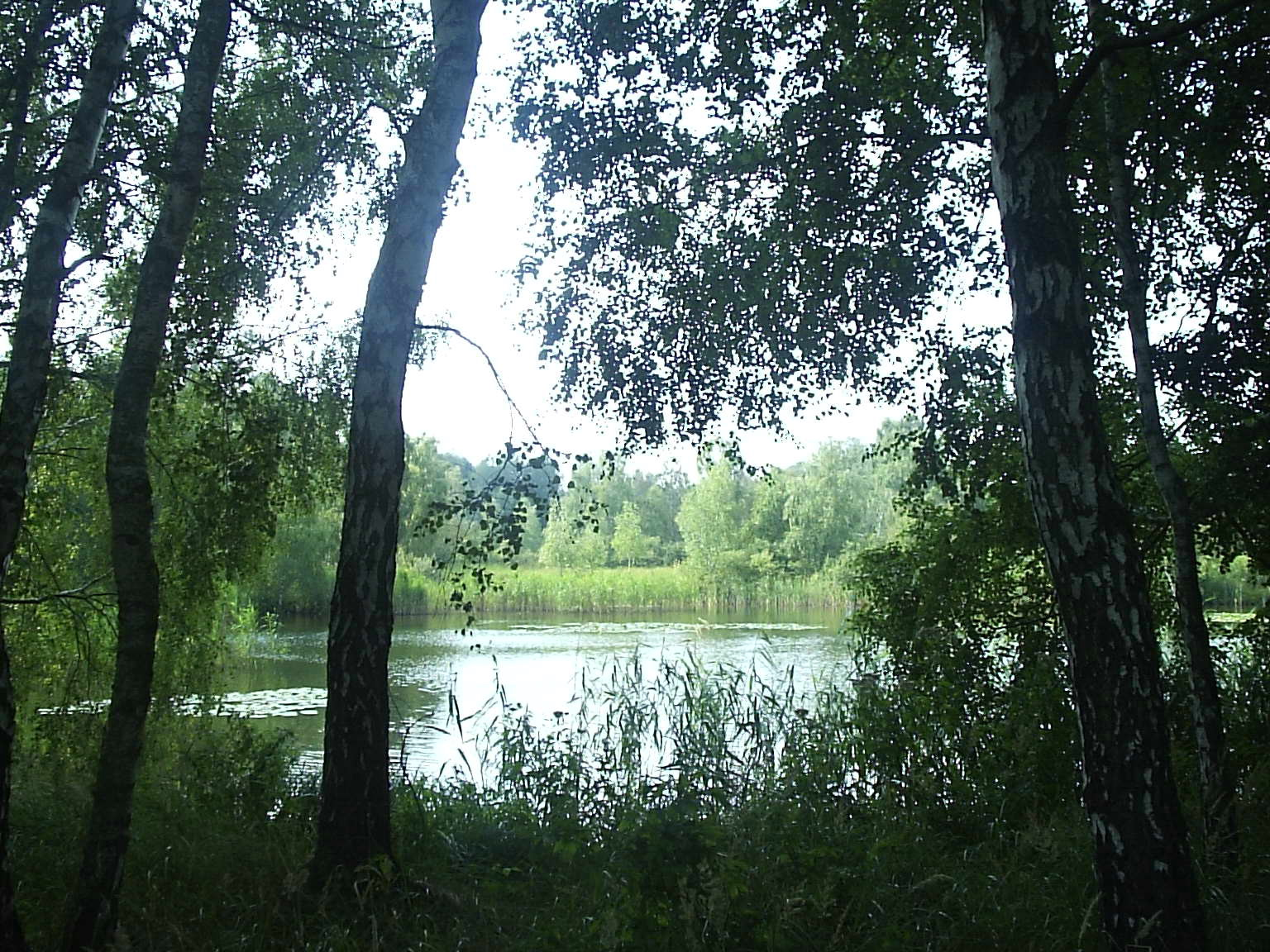
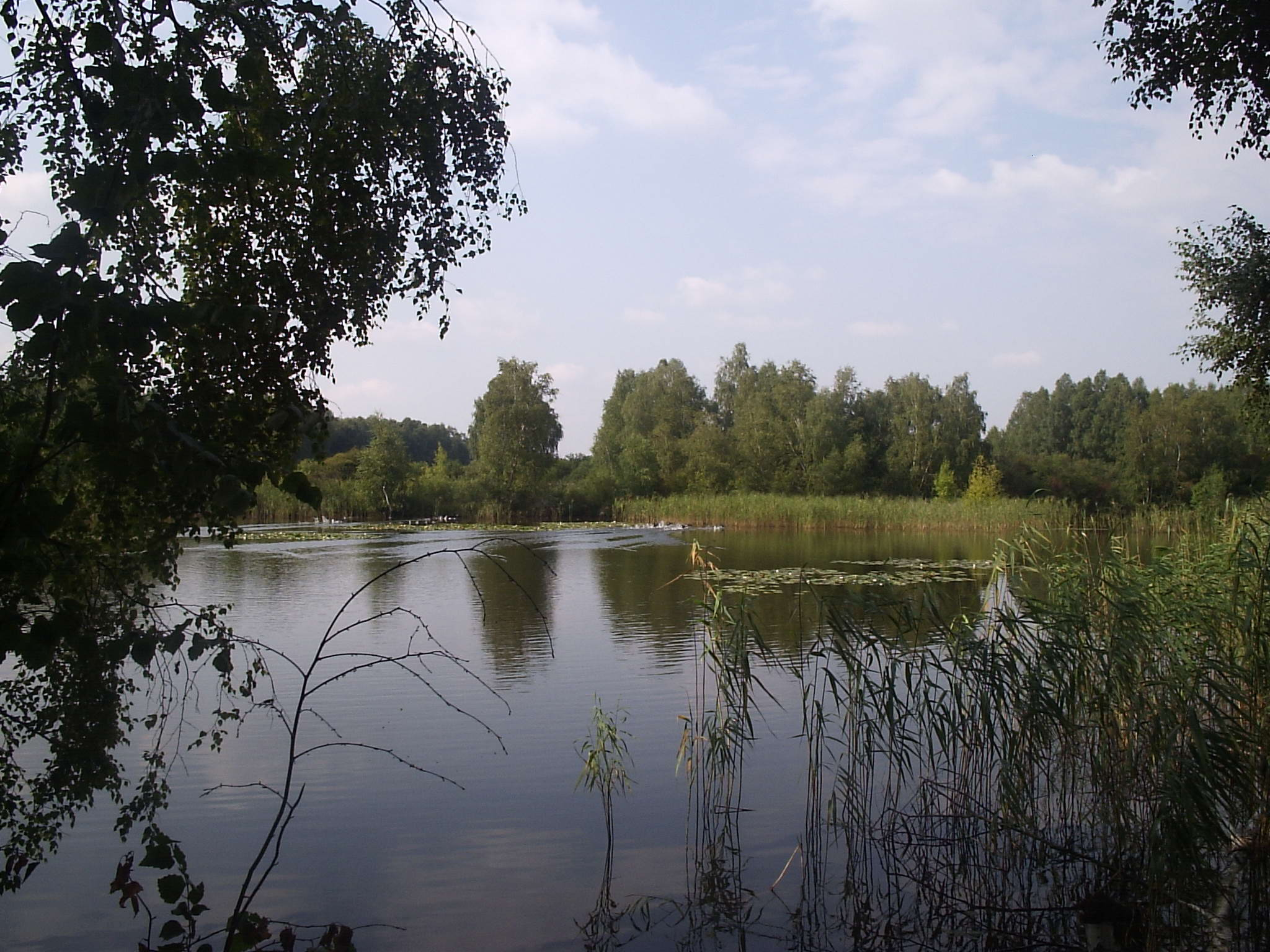